# Benoît-Constant Coquelin
Benoît-Constant Coquelin (Boulogne-sur-Mer, 23 gennaio 1841 – Couilly-Pont-aux-Dames, 27 gennaio 1909) è stato un attore francese.
Divenne celebre per essere stato il primo interprete in assoluto, nel 1897,  del Cyrano de Bergerac di Edmond Rostand.

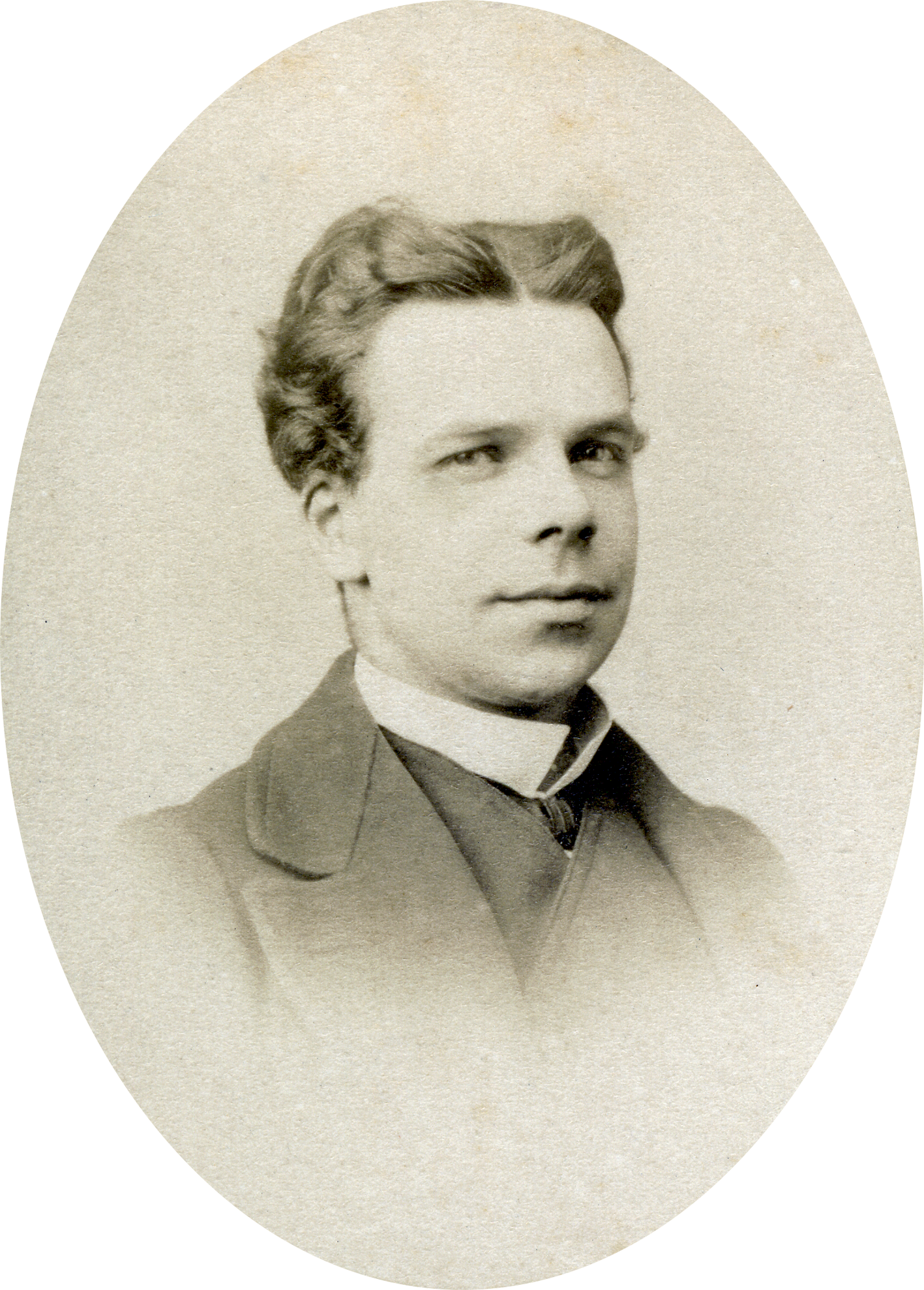
Benoît-Constant Coquelin

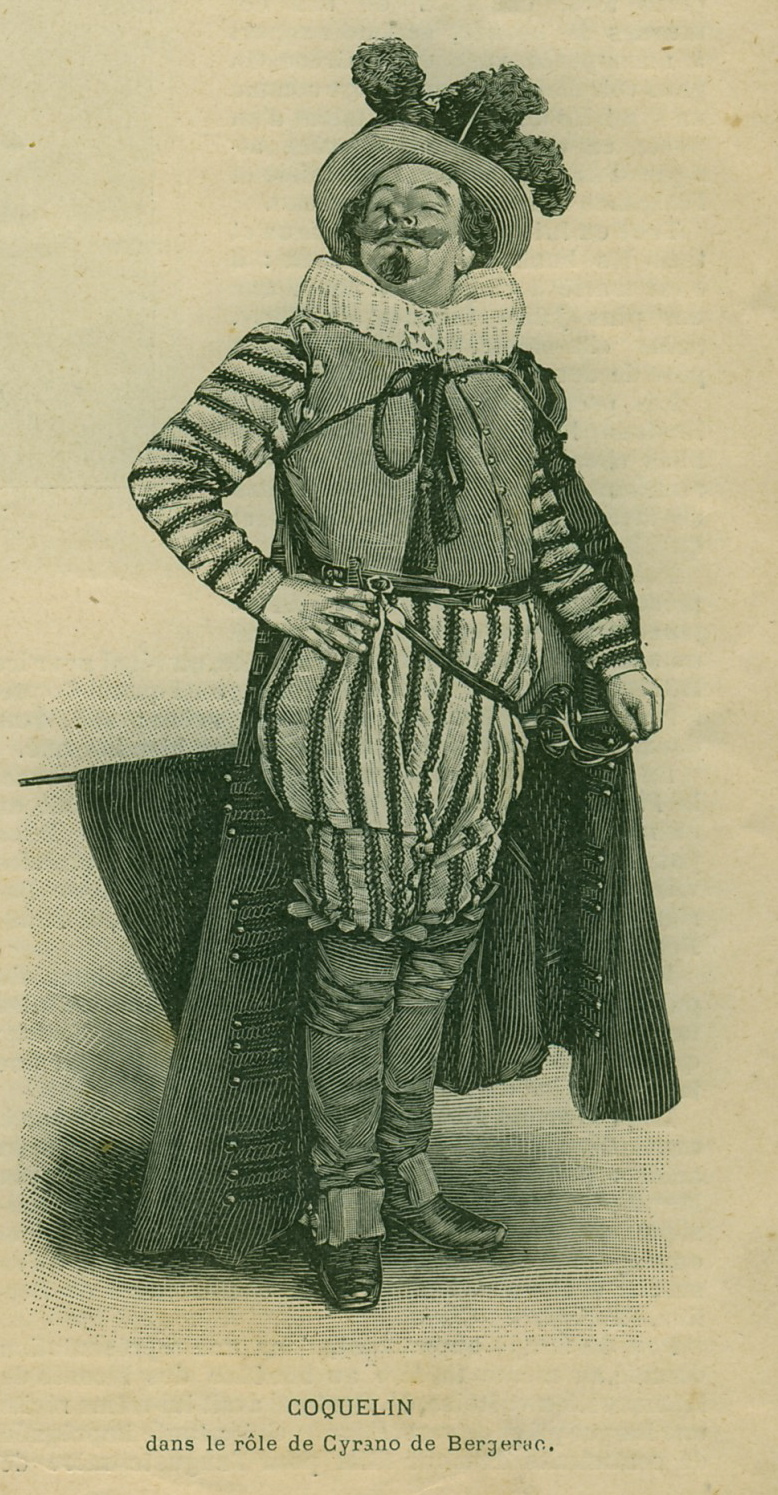
Coquelin nel ruolo di Cirano

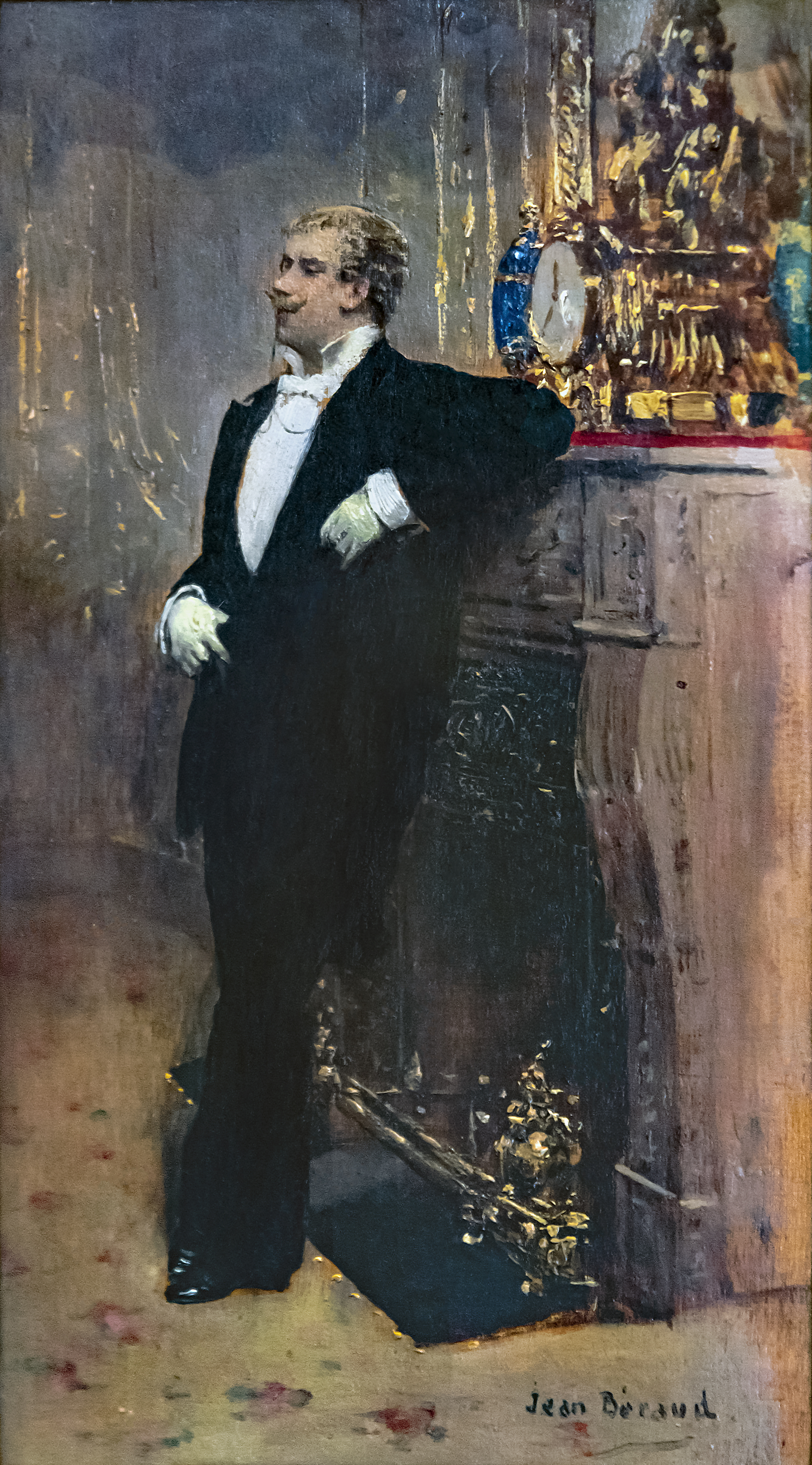
Ritratto di Jean Béraud

## Biografia
Fu soprannominato "aîné" (il primogenito) per distinguerlo da suo fratello Ernest (detto quindi "Coquelin cadet"), anch'egli attore. Terminati i corsi, vinse il primo premio di recitazione del Conservatorio nel 1860. Debuttò quindi alla Comédie-Française in ruoli secondari del repertorio classico. Quattro anni dopo divenne membro della Comédie per poi lasciarla nel 1886 ed esibirsi durante alcuni anni in varie rappresentazioni in Europa e in America. 
Fu poi scritturato da diversi teatri di Parigi. Nel 1891 tornò per breve tempo alla Comédie come attore di ruolo (stipendiato) e in quell'occasione mise in scena e interpretò il dramma Thermidor di Victorien Sardou, opera che fu vietata dalla censura già a partire dalla terza replica.
Nel 1895 si esibì al "Théâtre de la Renaissance". L'anno seguente assunse la direzione del "Théâtre de la Porte-Saint-Martin", assieme a suo figlio Jean. Nel 1897 diede una celeberrima interpretazione del Cyrano che gli assicurò una fama imperitura. Rostand, entusiasta, gli dedicò l'opera con queste parole:
«Volevo dedicare questo poema all'anima di Cirano, ma poiché questa si è incarnata in voi, Coquelin, è a voi che la dedico».
Nel 1900 fu eletto a capo dell'Associazione degli Artisti Drammatici.
Nel 1901 lasciò l'incarico di direttore del Teatro de la Porte-Saint-Martin a suo figlio e si ritirò dalle scene, andando a vivere nella casa di riposo per artisti drammatici di Couilly-Pont-aux-Dames di cui era stato il principale fondatore.
Nel 1909, a 68 anni, morì per un attacco cardiaco.

## Riconoscimenti
- Coquelin fu certamente uno degli attori più noti del suo tempo e anche autore di numerosi saggi sul teatro. Una particolare testimonianza della sua fama è significativamente presente in un manifesto di François Flameng del 1900, che pubblicizza il cinema sonoro: nella lista di famosi attori che la donna vestita di giallo mostra, si legge il nome "Coquelin Ainé" al secondo posto, dopo quello di Sarah Bernhardt.
- La guida Paris-Parisien, che lo considerò nel 1899 come una "notorietà della vita parigina", definì "irresistibile" la sua comicità.[1]
- Jean Coquelin, suo figlio, fu anch'egli attore, recitando spesso a fianco del padre, specie nel Cirano, in cui interpretava il personaggio di Ragueneau.
- Lo scultore Antoine Bourdelle eseguì il busto di Coquelin in bronzo nel 1899. L'opera è conservata presso la Comédie Française.
- Una strada di Parigi, nel 7° Arrondissement, porta ancor oggi il nome di "Avenue Constant Coquelin".

## Interpretazioni

### Alla Comédie-Française
- 1864 - Moi di Eugène Labiche e Édouard Martin, Comédie-Française
- 1879 - Ruy Blas di Victor Hugo, Comédie-Française
- 1891 - Thermidor di Victorien Sardou, Comédie-Française

### In altri teatri
- 1895 - Messire du Guesclin, di Paul Déroulède - Théâtre de la Porte-Saint-Martin
- 1895 - Fanfan la Tulipe - Théâtre de la Porte-Saint-Martin
- 1895 - Thermidor, di Victorien Sardou - Théâtre de la Porte-Saint-Martin
- 1896 - Jacques Callot, di Henri Caïn, Eugène Adenis e Édouard Adenis - Théâtre de la Porte-Saint-Martin
- 1896 - La Montagne enchantée, di Émile Moreau e Albert Carré - Théâtre de la Porte-Saint-Martin
- 1897 - Cyrano de Bergerac, di Edmond Rostand - Théâtre de la Porte-Saint-Martin
- 1899 - Plus que Reine, di Émile Bergerat - Théâtre de la Porte-Saint-Martin
- 1899 - La Dame de Montsoreau - Théâtre de la Porte-Saint-Martin
- 1899 - Les Misérables, tratto da Victor Hugo - Théâtre de la Porte-Saint-Martin
- 1900 - Cyrano de Bergerac, di Edmond Rostand - Théâtre de la Porte-Saint-Martin
- 1900 - L'Aiglon, di Edmond Rostand - Théâtre Sarah Bernhardt
- 1900 - Jean Bart, di Edmond Haraucourt - Théâtre de la Porte-Saint-Martin
- 1904 - La Montansier, di Gaston Arman de Caillavet e Robert de Flers - Théâtre de la Gaîté Lyrique
- 1905 - Scarron, di Catulle Mendès - Théâtre de la Gaîté Lyrique
- 1905 - Les Oberlé, di Edmond Haraucourt tratto da René Bazin - Théâtre de la Gaîté Lyrique
- 1906 - L'Attentat, di Alfred Capus e Lucien Descaves - Théâtre de la Gaîté Lyrique
- 1907 - L'Affaire des poisons, di Victorien Sardou - Théâtre de la Porte-Saint-Martin

## Cinema
- 1900 - Cyrano de Bergerac, cortometraggio di Clément Maurice

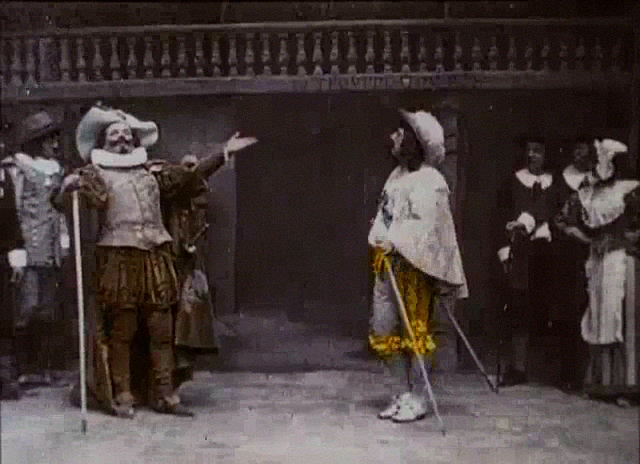
Benoît-Constant Coquelin (a sinistra) nel Cyrano de Bergerac (film 1900)